# Ilyocryptus acutifrons
Ilyocryptus acutifrons is een watervlooiensoort uit de familie van de Ilyocryptidae. De wetenschappelijke naam van de soort werd in 1862 voor het eerst geldig gepubliceerd door Georg Ossian Sars.